# 가오강구

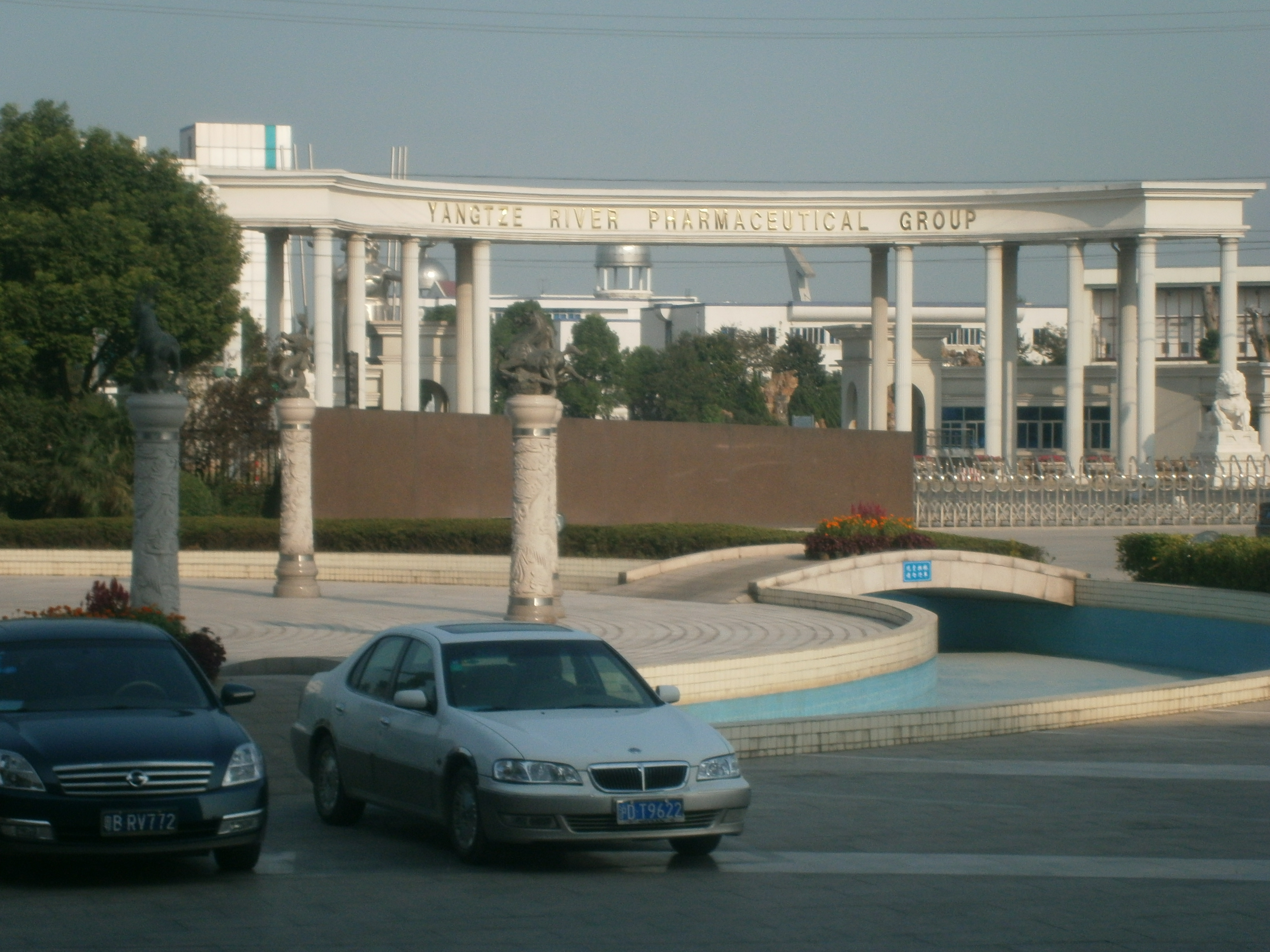

가오강구(한국어: 고항구, 중국어: 高港区, 병음: Gāogǎng Qū)는 중화인민공화국 장쑤성 타이저우 시의 현급 행정구역이다. 넓이는 224km2이고, 인구는 2007년 기준으로 200,000명이다.

## 행정 구역
3개 가도, 4개 진을 관할한다.
- 가도: 口岸街道, 刁铺街道, 许庄街道.
- 진: 永安洲镇, 白马镇, 野徐镇, 胡庄镇.